# Papy Djilobodji
Papy Djilobodji (1 de dezembro de 1988) é um futebolista de Senegal que atua como zagueiro, atualmente está no Kasımpaşa.

## Carreira

### Primeiros anos
Djilobodji começou sua carreira no ASC Saloum do seu pais natal, Senegal. Em outubro de 2009 ele se transferiu para o Sénart-Moissy da França. Ele foi muito bem na metade da temporada 2009/2010 pelo Sénart-Moissy que o levou a ser comprado pelo clube Francês Nantes em 27 de dezembro de 2009.

### Nantes
Em 14 de maio de 2010, Djilobodji fez sua estreia pelo Nantes em uma derrota por 3x1 frente ao Caen, que eventualmente acabou por vencer a Ligue 2 daquele ano. Após seu primeiro ano, Djilobodji finalmente tornou-se titular, em seu segundo ano na equipe e jogou por 27 vezes, marcando dois gols. Na janela de transferências do verão de 2015, foi relatado que ele havia chamado a atenção de muitos clubes do Campeonato Inglês, tais como Sunderland e Aston Villa. No entanto, nenhuma destas equipes decidiu comprar o zagueiro senegalês. Ao todo pelo Nantes foram 171 partidas e 9 gols marcados.

### Chelsea
No dia 1 de setembro de 2015, assina um contrato de 4 anos com o Chelsea por um valor em torno de £2,7 milhões.

### Werder Bremen
Em busca de mais oportunidades, Djilobodji foi emprestado por uma temporada ao Werder Bremen.

### Sunderland
No dia 5 de agosto de 2016, o Sunderland pagou cerca de £8 milhões pelo jogador senegalês.